# Géographie du pays de Galles
Pour un article plus général, voir Géographie du Royaume-Uni.
La géographie du pays de Galles (en anglais : Wales ; en gallois : Cymru) est l'ensemble des caractères qui constituent les réalités physiques, biologiques et humaines de cette nation constitutive du Royaume-Uni consistant en une péninsule de l'ouest de l'île de Grande-Bretagne, et les îles voisines. Le pays de Galles est limitrophe de l'Angleterre (à l'est), bordé par la mer d'Irlande (au nord et à l'ouest) et par le canal de Bristol (au sud). D'une superficie de 20 779 km2, il mesure 274 km du nord au sud, et 97 km d'est en ouest. Le pays de Galles comporte de nombreuses îles, dont la plus grande est Anglesey. Son littoral (territoire principal + Anglesey) s'étend sur 2 704 km. Cardiff, sa capitale, en est la plus grande ville et se situe dans la région urbanisée du South East Wales.
Le pays de Galles est majoritairement montagneux. On trouve des plaines côtières dans le nord, l'ouest et surtout dans le sud. Les plus hautes montagnes du pays de Galles se situent en Snowdonia (Eryri) – en particulier le Mont Snowdon (Wyddfa ans), sommet le plus élevé du pays, qui culmine à 1 085 m.
Le pays de Galles compte trois parcs nationaux : Snowdonia, Brecon Beacons et Pembrokeshire. Il dispose également de cinq zones de beauté naturelle exceptionnelle.

## Situation
Le pays de Galles se situe dans la partie ouest du centre de la Grande-Bretagne. Il est bordé au nord et à l'ouest par la mer d'Irlande et au sud par le canal de Bristol. Il est frontalier des comtés anglais de Cheshire, Shropshire, Herefordshire et Gloucestershire. La majorité de la frontière anglo-galloise suit le mur d'Offa. La vaste île d'Anglesey s'étend au large de la côte nord-ouest, séparée de l'île principale par le détroit du Menai ; à Anglesey s'ajoutent de nombreuses îles plus petites.

## Géographie physique

### Topographie

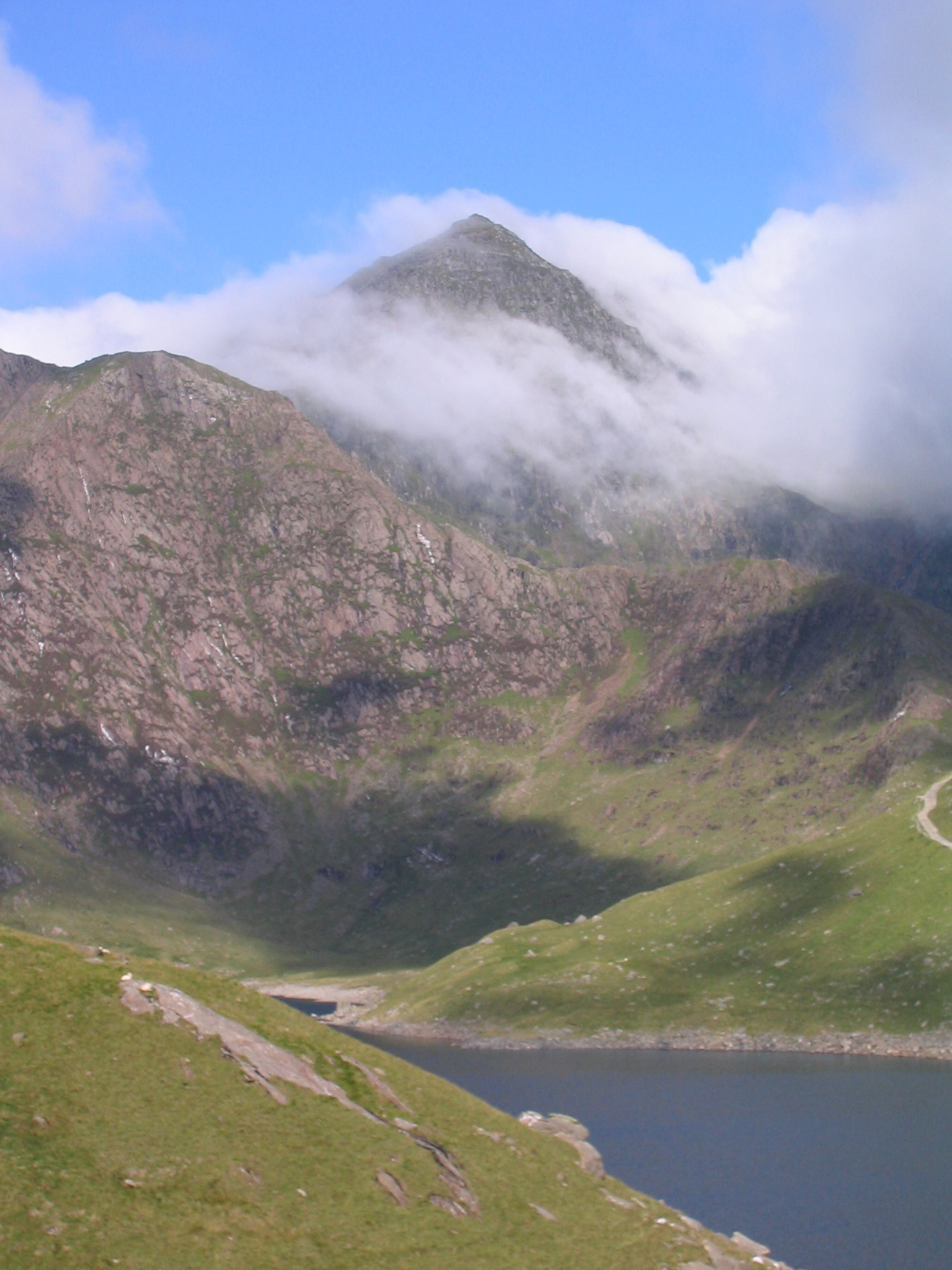
Le sommet du mont Snowdon, point culminant du pays de Galles.

La majorité du pays de Galles est montagneuse. Snowdonia (en gallois : Eryri), dans le nord-ouest, est la région où l'on trouve les plus hauts sommets, dont le mont Snowdon (en gallois : Yr Wyddfa ; 1 085 m d'altitude), le plus haut sommet du pays de Galles et de l'Angleterre réunis.

### Climat
Le pays de Galles bénéficie d'un climat océanique, avec un vent prédominant venant du sud et de l'ouest, où le pays est bordé par l'Océan Atlantique. Le pays de Galles a donc un climat doux, souvent nuageux, humide et venteux.

## Géographie humaine

### Répartition spatiale de la population
En 2014, le pays de Galles comptait environ 3 092 000 habitants. La population et les industries sont concentrées dans la région de Galles du Sud, en particulier dans les villes de Cardiff, Swansea et Newport, et dans la région des Vallées.
Une proportion élevée de Gallois vit en milieu rural : 20 % se trouvent dans des villages de 1500 habitants ou moins (contre 10 % en Angleterre). À l'inverse, seulement 20 % de la population vit en ville (contre 40 % en Angleterre).

### Répartition spatiale des activités
En 2013, 17 128 km2 (sur les plus de 20 000 km2 du pays de Galles) sont utilisées pour l'agriculture et la foresterie.

### Géographie politique
La frontière entre l'Angleterre et le pays de Galles fut définie par les Laws in Wales Acts de 1535 et 1542 et se base sur les territoires des Marcher Lord au Moyen Âge.
Le pays de Galles est découpé en 22 régions principales, elles-mêmes divisées en communautés.

### Transports
Les axes de communication au pays de Galles ont été fortement influencés par le relief montagneux : la plupart des routes et des voies de chemin de fer reliant le nord et l'ouest passent par l'est en faisant un détour par l'Angleterre. La seule autoroute du pays de Galles est la M4 qui relie Londres à la région de Galles du Sud, en entrant dans le pays par le deuxième pont sur la Severn, pour passer par Newport, Cardiff et Swansea, jusqu'à l'aire de Pont Abraham, où elle est prolongée, jusqu'à Carmarthen, par l'A48.

## Aires protégées

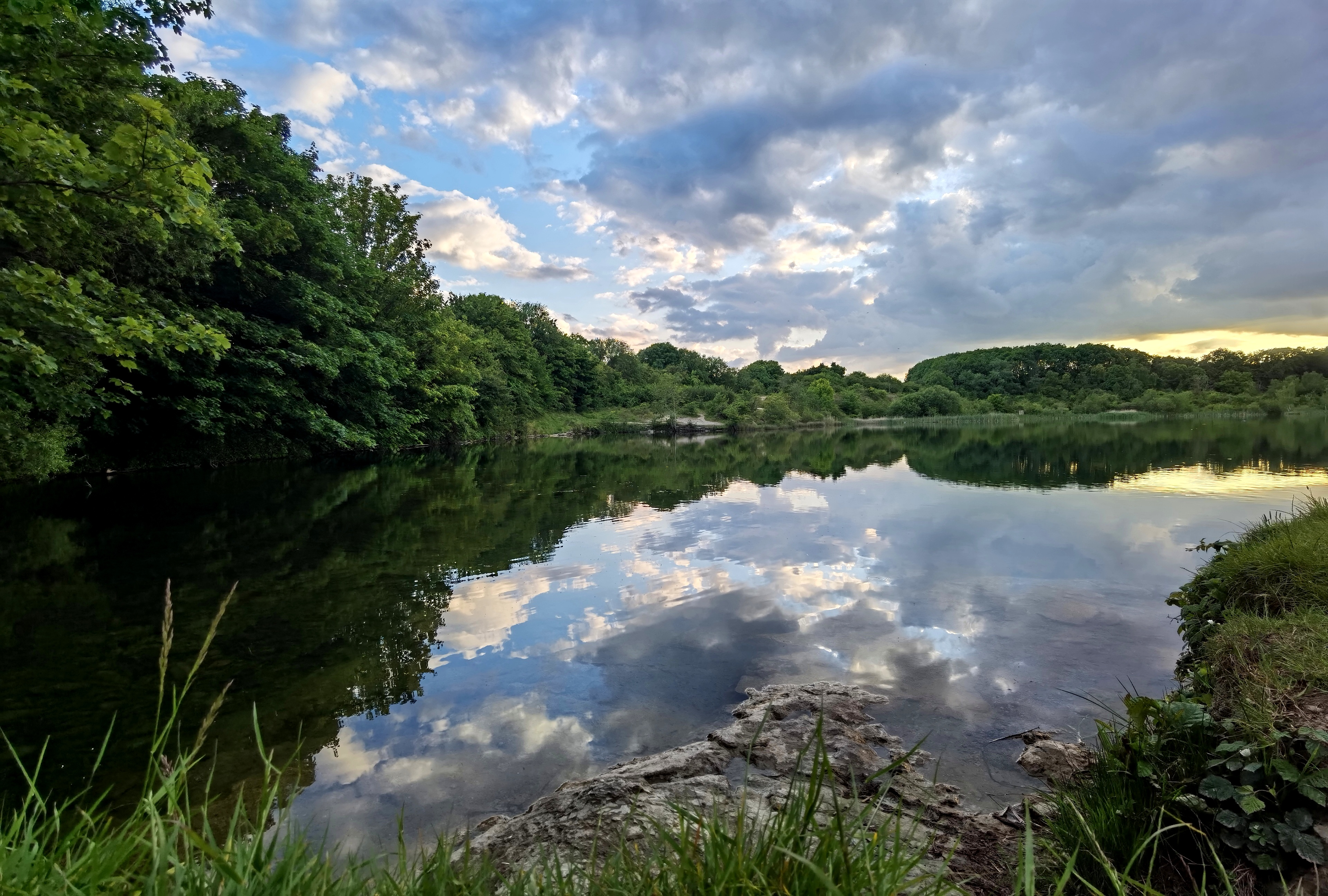
Coucher de Soleil sur les Cosmeston Lakes Country Park, une aire naturelle dans le pays de Galles. Juin 2022.

Le pays de Galles compte trois parcs nationaux : 
- Le parc national de Snowdonia dans le nord-ouest, établi en 1951, couvre une aire de 2 140 km2 de montagnes et 60 km de littoral[7],[8] ;

- Le parc national côtier du Pembrokeshire dans l'ouest, établi en 1952, le long du sentier Pembrokeshire[9] ;

- Le parc national des Brecon Beacons, établi en 1957.

Le pays de Galles a également cinq Area of Outstanding Natural Beauty : la Péninsule de Gower ; l'île d'Anglesey ; la presqu'île de Llŷn ; la chaîne Clwydienne et la vallée de la Dee ; et, en commun avec l'Angleterre, la Vallée de la Wye,,,.
Pistyll Rhaeadr, une chute d'eau de 73 m de haut, a été désignée par le Countryside Council for Wales comme site d'intérêt scientifique particulier, en raison de son importance pour la compréhension de la géomorphologie galloise.